# DOT LT
DOT LT är ett Litauiskt flygbolag, grundat år 2004 som ägs av DAT Danish Air Transport, och är Litauens näst största efter FlyLal. Namnet DOT LT är en förkortning av Danu Oro Transportas. 
Bolagets IATA kod är "R6" och bolagets ICAO kod är"DNU".
Bolaget sysslar med reguljär flygtrafik från sin bas i Knaus.
Företaget erbjuder även leasing av flygplan till andra operatörer. Däribland SAS.

## Flotta
- 2 SAAB 340
- 5 ATR 42-300.
- 2 ATR 72-200